# Fledermauslebensraum bei Rodewald
Fledermauslebensraum bei Rodewald este o arie protejată (arie specială de conservare — SAC, sit de importanță comunitară — SCI) din Germania întinsă pe o suprafață de 393,62 ha, integral pe uscat.

## Localizare
Centrul sitului Fledermauslebensraum bei Rodewald este situat la coordonatele 52°40′02″N 9°27′24″E / 52.6672°N 9.4567°E.

## Înființare
Situl Fledermauslebensraum bei Rodewald a fost declarat sit de importanță comunitară în februarie 2006 pentru a proteja 3 specii de animale. Situl a fost protejat și ca arie specială de conservare în iunie 2018.

## Biodiversitate
Situată în ecoregiunea atlantică, aria protejată nu include niciun habitat protejat.
La baza desemnării sitului se află mai multe specii protejate:
- mamifere (2): liliac cu urechi mari (Myotis bechsteinii), liliac comun (Myotis myotis)
- pești (1): Cobitis taenia Complex